# Rebeca Manríquez
Rebeca Cecilia Manríquez Sánchez (n. Cidade do México, 9 de fevereiro de 1959) é uma atriz, diretora e locutora mexicana que atua no cinema, televisão e dublagem.

## Filmografia

### Telenovelas
- Me atrevo a amarte (2025) ... Estrella "Estelita"
- Sin tu mirada (2018) ... Juíza
- Un camino hacia el destino (2016) ... Madre Rosaura Pérez
- Corazón indomable (2013) ... Nilda
- El rostro de la venganza (2012) ... Sonia Castro
- Por ella soy Eva (2012)
- Verano de amor (2009) .... Zulema Esdregal
- Fuego en la sangre (2008) .... María Caridad
- Cuidado con el ángel (2008-2009) .... Olga
- Destilando amor (2007) .... Agripina
- Alborada (2005) .... Elvira
- Contra viento y marea (2005) .... Sirvienta
- Velo de novia (2003) .... Lamara
- Maria Belén (2001) .... Mamá de Pirueta
- La usurpadora (1998) .... Genoveva Sarmiento "La Tamales"
- Mi pequeña traviesa (1997) .... Gloria
- Luz Clarita (1996)
- María la del barrio (1995) .... Carlota
- María Mercedes (1992) .... Justa
- Al filo de la muerte (1991) .... Sra. Gálvez
- La pícara soñadora (1991) .... Raquel
- Carrusel (1989) .... Inés de Carrillo
- El extraño retorno de Diana Salazar (1988) .... Marisela
- Amor ajeno (1983)
- Soledad (1981)
- El hogar que yo robé (1981)
- Espejismo (1981)
- Corazones sin rumbo (1980)

### Séries de TV
- Sexo y otros secretos (2008)
- Mujer, casos de la vida real (1997-2003) (10 episódios)
- Güereja de mi vida (2001) .... Laura Patricia
- Al derecho y al Derbez (1995)

## Series de TV
Heather Locklear
- Hannah Montana - Heather Truscott (2007)
- Spin City – Caitlin Moore (1999-2002)
- Melrose Place – Amanda Woodward (1993-1999)

Hilary Shepard
- Power Rangers Turbo – Divatox (1997-1998)
- Power Rangers en el espacio – Divatox ( actuações especiais )

Outros:
- Una familia modelo - Franckie Heck
- Glee - Sue Sylvester (Jane Lynch)
- La esposa ejemplar - Diane Lockhart (Christine Baranski)
- True Blood: Sangre verdadera – Miss Janette (2007-
- Gossip Girl – Eleanor Waldorf (2007-
- Voces del más allá – Delia Banks (2005-
- Roma – Atia of the Julii (2005-2007)
- Esposas Desesperadas - Felicia Tillman (2005-2006)
- Dr. House - Stacy Warner (2005-2006)
- Alias - Sophia Vargas/Elena Derevko (Sônia Braga ) (2005)
- Cortes y puntadas – Dra. Erica Noughton (2004-
- Drake & Josh - Maestra Linda Haffer (Julia Duffy) (2004-2008)
- Six Feet Under – Brenda Chenowith (2001-2005) (Redoblagem versão HBO DVD)
- Mutante X – Narración (2001-2004)
- Witchblade – Sara Pezzini (2001-2002)
- Los Soprano – Jennifer Melfi (Redoblagem versão dobrada HBO) (1999-2007)
- El mundo perdido – Marguetite Krux (1999-2002)
- Guardianes de la bahía – Kekoa Tanaka (1999-2001)
- King of Queens – Carrie Heffernan (1998-2007)
- V.I.P. – Maxine De La Cruz (1998-2002)
- La peor bruja - Maestra Ogrum (Kate Duchêne) (1998-2001)
- Sunset Beach – Olivia Blake (1997-1999)
- El séptimo cielo – Julie Camden (1996-2005)
- Moesha – Dee Mitchell (1996-2000)
- Poltergeist: El legado – Alexandra Moreau (1996-1999)
- Flipper – Alexandra Parker (1996-1995)
- Sabrina, la bruja adolescente – Zelda Spellman (Beth Broderick) (1ª temp.) (1996)
- E.R. Sala de Urgencias - Dra. Susan Lewis
- Dream On – Judith Topper Stone (1990-1996)
- Parker Lewis el ganador – Grace Musso (1990-1993)
- Academia de modelos - Ágatha (Catherine Eckerlé) (1993)
- El colegio del agujero negro – Directora Amanda Durst (2002-2006)
- La familia Munster – Lily Munster (redoblaje 1988-1991)
- Dallas – Pamela Barnes Ewing (1978-1987)
- V Invasión Extraterrestre - Diana (Jane Badler)(1983-1985)
- Almas perdidas - Delia Banks (Camryn Manheim) (2007-presente)
- Misterios sin resolver - Vozes várias
- El mentalista - Ann Meier (Andrea Parker) (2008) (Temp 1, cap 6)
- El mentalista - Detective Sharon Foley (Brenda Bakke) (Temp 2, cap 16)
- Samantha Who? - Regina Newly (Jean Smart) (2007-2009)
- Los Tudors - Joan (Lorna Doyle) (2007) (Temp. 1, Cap. 10) (Doblagem original mexicano)

### Películas Animadas
- Happy Feet – Srta. Viola (2006)
- Furia Negra – Antonia Chillingsworth (2004)
- Osmosis Jones – Leah (2001)
- Beavis and Butt-Head a través de América – Dallas Grimes (1996)
- Hércules – Calíope (1995)
- Los Caballeros del Zodiaco y la reencarnación de Eris - Eris (1996)
- Los Caballeros del Zodiaco y la reencarnación de Ellis, la diosa de la guerra - Ellis (1994)

### Animes
- Ranma ½ – Nodoka Saotome (Mamá de Ranma) (1997)
- Saber Marionette - Tigresa (1997)
- Magical Doremi - Atsuko Okamura (2000)
- Inuyasha – Mamá de Kagome (2000)
- Shaman King – Goldva, Jane Diethel, Ran Tao, Shamash (2004)
- Crónicas Pokémon – Delia Ketchum (2007)
- Bubblegum Crisis Tokyo 2040 - Priss
- Koni Chan - Maestra Cariñosa

### Séries de animação
- Los Simpson – Bette Midler (4ª temp; epis. 22) (1993) / Amber / Mamá de Las Vegas (13ª temp; epis. 7) (2002)
- Los reyes de la colina – Peggy Reyes (temporada 1-8)
- Mansión Foster para amigos imaginarios – Mamá de Mac (2004-2009)
- Stuart Little: La serie animada – Eleonor Little (2003)
- The Worst Witch – Maestra Davina Bat (1998-2001)
- La familia Proud – Sunset Boulevardez (2001-2005)
- Beast Wars - Airazor (Aguila)
- El Show de Garfield – Manager de Sir Leo / Madre de Nathan / Neferkity (2009)

### Telenovelas Brasileiras
Claudia Raia
- El Beso del Vampiro - Mina (2002-2003)
- Bellísima - Safira (2005-2006)
- Siete Pecados - Ágatha (2007-2008)
- La favorita - Donatella Fontini (trailer) (2008)
- Carrussel   _ Directora Olivia (2013)

Marília Gabriela
- Señora del Destino - Josefa/Guillermina (2004-2005)
- Dos Caras - Guigui (2007-2008)

Christiane Torloni
- Mujeres Apasionadas (2003) - Helena
- Un ángel cayó del cielo (2000) - Laila

### Outros
- India, una historia de amor (2009) - Indira Ananda (Eliane Giardini)
- Páginas de la Vida (2006-2007) - Tônia (Sônia Braga)
- El Sabor de la Pasión (2002-2003) - Grace (Mila Moreira)
- Isaura la Esclava (2004-2005) - Estela (Aldine Müller)
- Dance dance dance (2007) - Ligia Vasconcelos
- Acuarela del amor (2009) - Léa
- Ciudad Paraiso (2010) Mariana (Cássia Kiss)

### Direção de dublagem
- E! Wild On
- Un domingo cualquiera
- Nostalgia del pasado
- Charlotte Gray
- Las aventuras de Jackie Chan
- Shaman King
- Showtime
- Colegio del agujero negro
- Stuart Little (série de animação)
- The middle - 2010